# 巴戟天
巴戟天（學名：Morinda officinalis），別名密梗巴戟天、鸡肠风、雞眼藤、三角藤。为茜草科巴戟天属的植物。生长于山谷林下，分布于中国南方等地。

## 形态
常绿攀援状灌木；肉质根状茎，不定位肠状缢缩；长椭圆形革质叶子对生；头状花序，伞形排列于小枝顶端，春季开白色花，花冠肉质，四深裂，裂片内弯；近球形浆果，成熟时为红色。

## 用途
以根和根状茎入藥，性微温、味辛甘，有補腎壯陽、強筋骨、祛風濕的功效。

## 扩展阅读
- 維基物種上的相關：巴戟天
- 维基共享资源上的相關多媒體資源：巴戟天

[在维基数据编辑]
 《欽定古今圖書集成·博物彙編·草木典·巴戟天部》，出自陈梦雷《古今圖書集成》
 《植物名實圖考·巴戟天》，出自吳其濬《植物名實圖考》

## 外部連結
- 巴戟天毒性[永久] 中药材资料数据库 (淘草网) （中文）
- 巴戟天 中藥材圖像數據庫  (香港浸會大學中醫藥學院) （中文）（英文）
- 巴戟天 Ba Ji Tian （页面存档备份，存于） 中藥標本數據庫 (香港浸會大學中醫藥學院) （繁體中文）（英文）
- 巴戟天 （页面存档备份，存于） 中藥方劑圖像數據庫 (香港浸會大學中醫藥學院) （中文）（英文）
- . 中国植物物种信息数据库.   [2013-01-15].[]
- . 國家教育研究院.   [2017年1月27日].
- 古源翎; 石謙仁; 何仲平; 周學駿; 林怡辰; 林素玲; 林愉瑄; 柯逢年; 梁世村; 郭俊宏; 郭瑩玉; 陳仁威; 陳月珠; 陳芬; 陳亮樺; 黃曉菊; 趙明煜; 劉正格; 鄭模池. . 財團法人醫藥工業技術發展中心. 2006: 274頁 [1998]. ISBN 986-823-871-4.（1998-07-01 （页面存档备份，存于））